# کالینین مشین بیلدینگ
کالینین مشین بیلدینگ (روسی: Машиностроительный завод имени М. И. Калинина, ЗиК, МЗиК) شرکت صنایع جنگ‌افزاری روس است، که در سال ۱۸۶۶ تأسیس شد.